# ليغوستروم لوسيدوم
ليغوستروم لوسيدوم هو نبات عريض الأوراق، يعرف باسم الحناء الصينية، أو شجرة الحناء أو أوراق شمعية، وهو من أنواع النباتات المزهرة من فصيلته الأوليسيا. موطنه النصف الجنوبي من الصين وقد تجنس في العديد من الأماكن. يستخدم اسم «الحناء الصيني» أيضا رديف لليغوستروم سينينس.
الكلمة اللاتينية لوسيدوم تعني «مشرق» أو «لامع»، في إشارة إلى الأوراق.

## الوصف
ليغوستروم لوسيدوم هي شجرة دائمة الخضرة يصل ارتفاعها إلى 10 أمتار (33 قدمًا) وعرضها. الأوراق متقابلة، خضراء لامعة داكنة، طولها 6-17 سم (2.4-6.7 بوصة) وعرضها 3-8 سم (1.2-3.1 بوصة). تتشابه الأزهار مع زهور الزنبق الأخرى، بيضاء أو قريبة من الأبيض، تحمل في العناقيد الزهرية، ولها رائحة قوية قد يجدها بعض الناس غير سارة.
حصل ليغوستروم لوسيدوم والصنف المتنوع 'إكسيلسوم سوبيربوم' على جائزة الاستحقاق في الحدائق من الجمعية البستانية الملكية.

## التوزيع
موطنها في جنوب الصين، وقد تم تجنيسها في عدة دول منها إسبانيا، إيطاليا، الجزائر، جزر الكناري، نيوزيلندا، ليسوتو، جنوب أفريقيا، اليابان، كوريا، أستراليا، جزيرة نورفولك، تشياباس، أمريكا الوسطى، الأرجنتين، أوروغواي والجنوب الولايات المتحدة (كاليفورنيا، أريزونا، ماريلاند والجنوب الشرقي من تكساس إلى كارولاينا الشمالية).

## الاستخدامات
ليغوستروم لوسيدوم وغالبا ما تستخدم كشجرة الزينة، وأحيانا بأشكال متنوعة. كما أنها واحدة من عدة أنواع من الحناء تستخدم كتحوطات كثيفة دائمة الخضرة، والتي يمكن تدريبها على حجم وشكل محددين عن طريق التقليم المنتظم.
لقد أصبح من الأنواع الغازية في بعض المناطق التي تم إدخالها فيها، مثل المناطق الحضرية في جنوب شرق الولايات المتحدة. تم تصنيفها على أنها حشائش ضارة في نيو ساوث ويلز، أستراليا، وهي مدرجة بالمثل في الاتفاق الوطني لمكافحة الآفات في نيوزيلندا.

### الاستخدامات الطبية العرقية
تعرف البذور باسم نو تشن زي بذور العفة الأنثوية / التوت) في الطب الصيني التقليدي ويعتقد أنها تغذي الكبد والكلى الين والجينغ في علاج طنين الأذن (رنين في الأذنين) والدوار (الدوخة) والشيب المبكر الشعر، وجع / ضعف في أسفل الظهر والركبتين. نظرًا للاعتقاد بقدرة التوت على تغذية الكبد، فإنها تستخدم أيضًا في علاج اضطرابات العين التي تشمل العين الحمراء أو الجافة، وعدم وضوح الرؤية، والألم.

## أصل الكلمة
ليغوستروم تعني «الموثق».
الكلمة اللاتينية لوسيدوم تعني «مشرق» أو «لامع»، في إشارة إلى الأوراق.

## معرض الصور

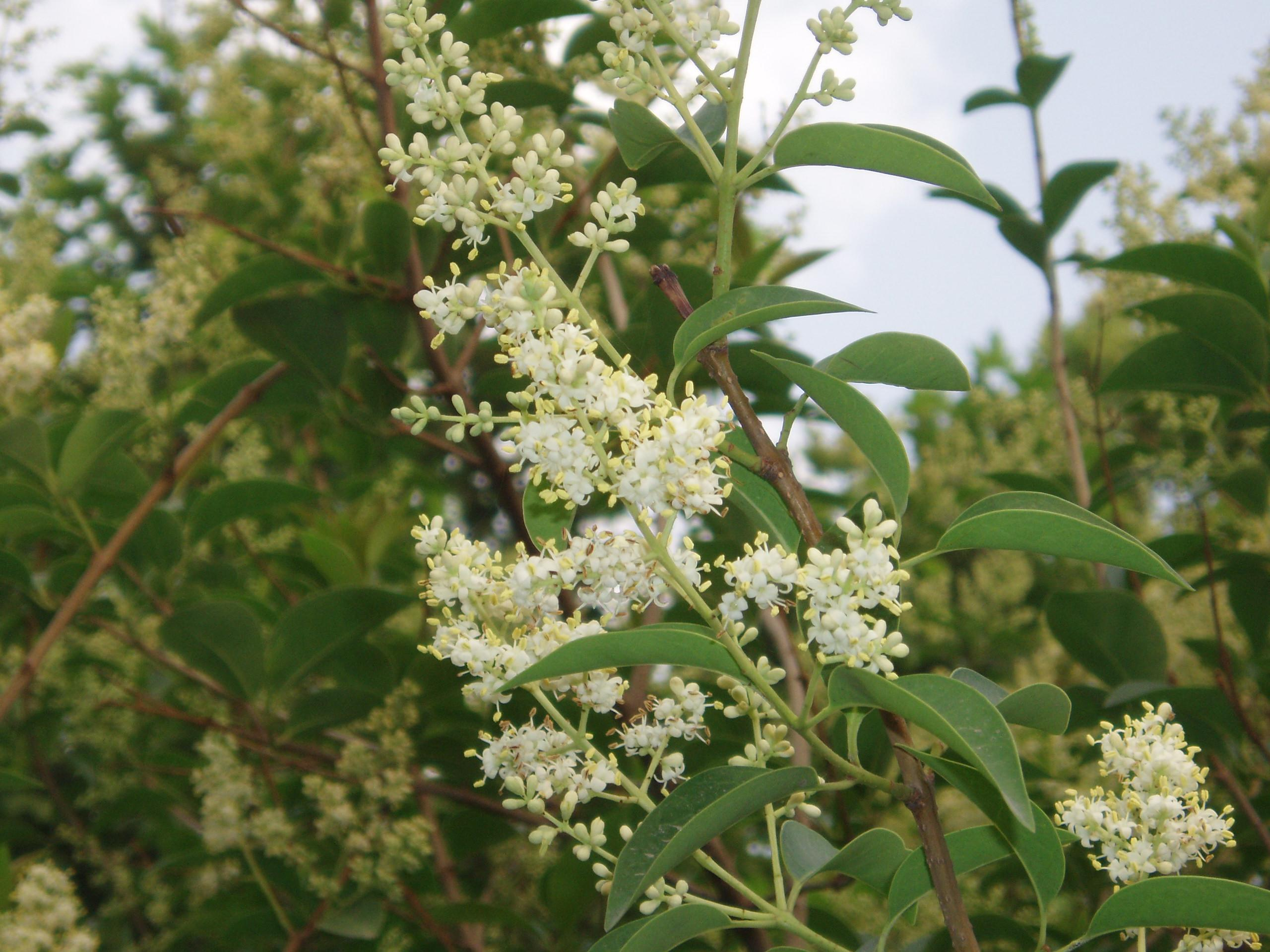
ليغوستروم لوسيدوم ( الزهور)
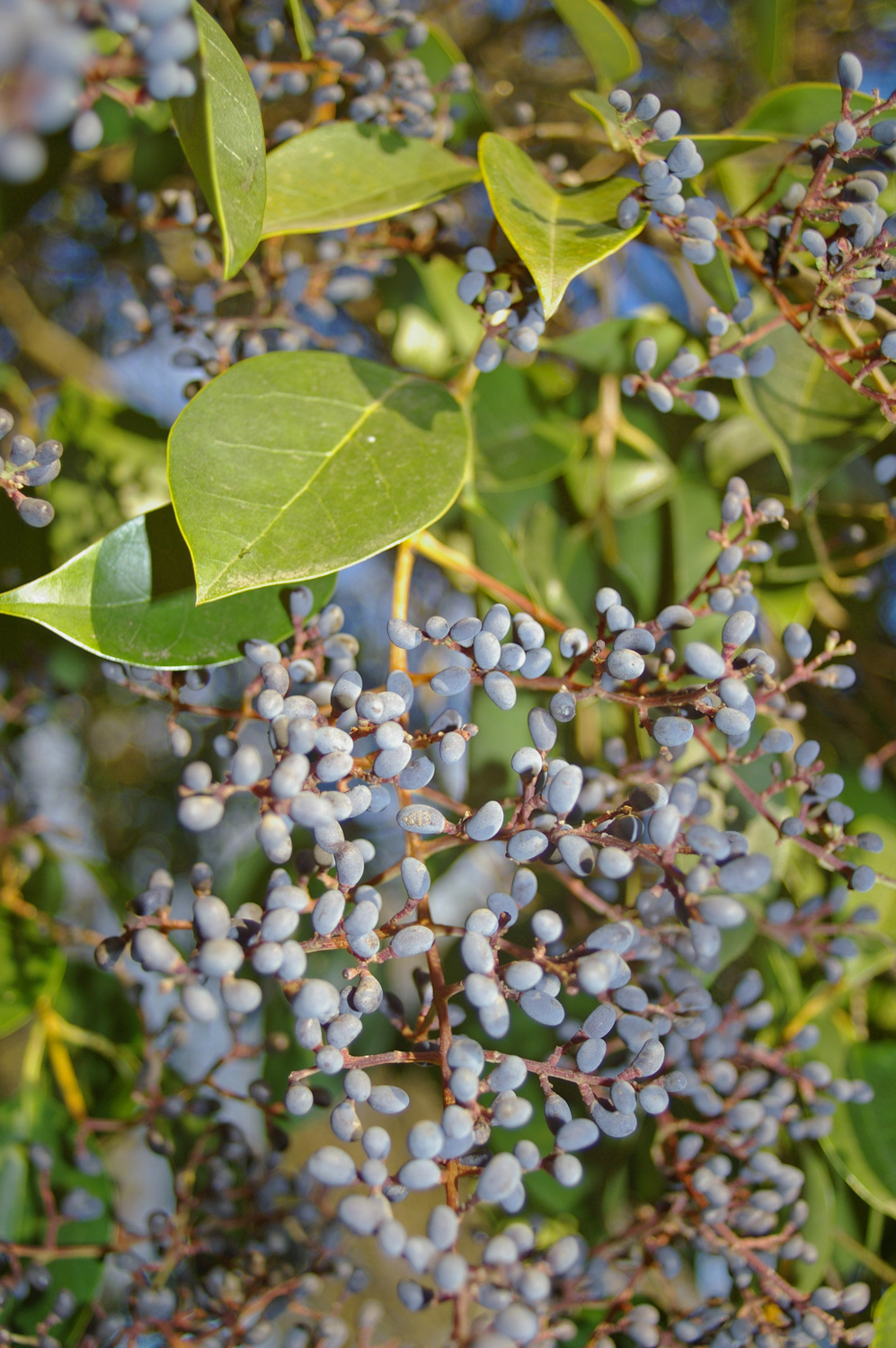
ليغوستروم لوسيدوم (التوت)
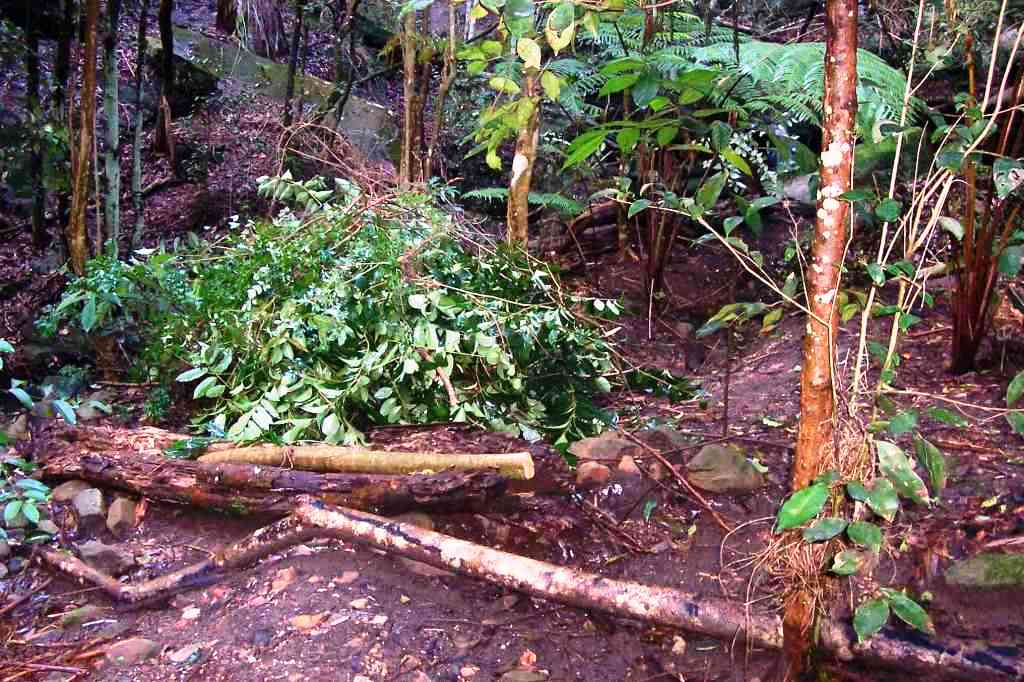
ليغوستروم لوسيدوم ( في أستراليا الغابات المطيرة)

## روابط خارجية
- النباتات من أجل المستقبل: ليغوستروم لوسيدوم